# Croton suyapensis
Croton suyapensis är en törelväxtart som beskrevs av Antonio Molina. Croton suyapensis ingår i släktet Croton och familjen törelväxter. Inga underarter finns listade i Catalogue of Life.